# Mount Strybing
Mount Strybing är ett berg i Antarktis. Det ligger i Västantarktis. Chile gör anspråk på området. Toppen på Mount Strybing är 3 200 meter över havet, eller 1 023 meter över den omgivande terrängen. Bredden vid basen är 3,0 km.
Terrängen runt Mount Strybing är huvudsakligen bergig, men åt sydost är den kuperad. Trakten är obefolkad. Det finns inga samhällen i närheten. 